# European Union of Music Competitions for Youth
De European Union of Music Competitions for Youth (EMCY) is een Europese overkoepelende non-profitorganisatie, waar meer dan 60 nationale en internationale muziekconcoursen voor kinderen en jonge mensen bij zijn aangesloten.

## Doelstelling
De EMCY is in 1970 opgericht en heeft als doelstelling de bevordering van muziekeducatie en de promotie van muzikaal talent in het pre-professionele traject op Europees niveau. Een van de hoofdactiviteiten is de promotie van prijswinnaars van de aangesloten concoursorganisaties op Europees niveau. Dit wordt gedaan door Euradio Youth Concerts, solistische concerten met professionele radio-orkesten die door de European Broadcasting Union (EBU) worden uitgezonden; de EMCY Art for Music Prize die jaarlijks wordt vergeven; concerten met of zonder orkest door heel Europa; Europese interpretatie en kamermuziekcursussen; en de European Music Prize for Youth die tijdens een jaarlijks Europees concours wordt uitgereikt.
De Nederlandse aangesloten organisatie is de Stichting Jong Muziektalent Nederland (SJMN). Nederlandse winnaars van de European Music Prize for Youth zijn Jolanda Lievers, trompet (1990); Floortje Schilt, viool (1995); het duo Birthe Blom/ Christopher Devine, viool en piano (1999); en Christopher Bouwman, hobo (2003).